# 黒子 (氏族)
黒子氏（くろこし）は、日本の氏族。治承・寿永の乱で宇都宮家に其の身柄を預けられた平貞能をその源流とする。
山田泰業。山田氏は祖を平貞能とし宇都宮家に仕え、天正13年に薄葉ヶ原の戦いで辰業が那須家の神田次郎に討たれたれるまで栃木県の根古屋城（山田城）を支配した。滅亡後、子の親業らは名を黒子とし北関東に四散した。（出典山田環住来記）

## 概要
平氏滅亡後の元暦2年（1185年）6月、貞能は縁者の宇都宮朝綱を頼って鎌倉方に投降する。朝綱は自らが平氏の家人として在京していた際、貞能の配慮で東国に戻ることができた恩義から源頼朝に助命を嘆願した。この嘆願は認められ、貞能の身柄は朝綱に預けられた。その後、子孫は宇都宮氏に仕えることになる。200年程経過し宇都宮氏より塩谷氏へ、文明10年（1478年）正月18日に宇都宮孝綱が養子として行き、その付家老として宇都宮家系統の山田氏、貞能の子孫、山田筑後守泰業がそれまで山田八郎氏が支配していた山田城の城主となった。
天正13年（1585）薄葉ヶ原合戦で宇都宮勢二千五百余騎、那須勢一千余騎が薄葉ヶ原で激突し、この戦いで先鋒の総大将として出陣した辰業は、3月25日、那須勢の蘆野資泰の陣に突撃し、神田次郎に討たれる。そして、天正12年（1584年）8月初め、山田辰業（泰業の孫）は主命により那須氏領の薄葉、平沢を攻めた時生まれた確執によって、その後、那須勢は、薄葉ヶ原に接する山田の地に攻め入り、山田城を落城させ、山田城はそのまま廃城となった。その時、山田辰業の子供である山田親業が常陸国笠間へ逃げる途中名前を黒子と変えた、これが黒子姓の始まりである。
この氏名の変更について栃木県の苗字研究者も「宇都宮氏の家臣としては山田大隅守、同内記、同記膳などの名が伝えられているが、これらの家系については何らかの理由でいずれも黒子氏に改姓してしまったようである。」と山田城の陥落と改姓の関係について指摘している。 遅沢俊郎 『栃木の苗字と家紋 下巻』下野新聞社、1989年、p.347。
また、離散後の黒子氏は家紋も蝶紋から蟹紋に変えたと伝わっている。蟹紋については丹羽基二『家系の秘密: 苗字と家紋の考証学』が詳しい。
「平氏が壇ノ浦に滅亡したとき、その怨念が凝って蟹になったという。平家蟹の甲羅を見ると、たしかに無念やるかたなき武者のうらみの面魂だ。女の魂のほうは空に飛んで蝶になったというが、このほうは、まだしも美しい。（中略）蟹紋の使用者はあまり多くはない。それというのが、前述のように呪いの紋だからである。村上氏が、甲州の武田氏に滅ぼされて以来、全国に散ったときのカムフラージュの紋。このほか、常陸国新治郡黒子氏などもそれぞれ曰くがある。」PHP研究所、1980年、p.214。
このように、蟹紋は平氏の滅亡と深い関わりを持つ家紋である。平氏の末裔である黒子氏が、伊勢平氏の祖地・山田庄にちなんだ山田城の名を捨て、離散の途につく際にこの蟹紋を選んだことは、まさにふさわしい選択であったといえる。
伊予二神家を研究している萬井良大はその後の黒子氏について「宇都宮家旧臣性名書」『宇都宮市史第二巻中世史料編』を引きながら「当史料は宇都宮氏が改易となった直後に作成されたものであり、宇都宮家の当主の家に相伝されてきたことから、かなり信憑性の高いものと考えられている。こうした被官関係がどこまで遡るが判らないが、中世末期の下野国の有力者に黒子氏がいたことは間違いない」と説明している。
宇都宮家に再臣従した黒子氏の一部は伊予宇都宮家の祖となった宇都宮豊房に同行し伊予に移住した。そして二神氏と名乗り二神島を支配した。現在でも同島および愛媛県に「黒子」の苗字を認める。ちなみに「宇都宮」姓は愛媛県が最も多い。

## 宇都宮家改易後の黒子家
宇都宮家が慶長２年（1597）秀吉によって改易されると黒子氏一門の多くも職を失い浪人となった。浪人にならなかった者は黒子主水家（宇都宮家の重臣であった）だけであった。
黒子主水家はその後宇都宮家に付き従い、宇都宮家代々の墓所を守る芳賀郡益子町大字上大羽鎭座綱神社の神主となった。
この綱神社は山田氏初代、黒子氏の祖である平貞能を助け、頼朝に助命を嘆願した宇都宮朝綱が創設し、余生を過ごした場所である。主水家がその家格にも関わらず再仕官せず、家祖の恩人と主君家の墓所地に残ったことは特筆に値する。
宇都宮市史 第3巻によると「（宇都宮氏改易後）その他の家臣たちの多くは帰農したようである。『旧臣姓名書』の類に残されている人名と村名とが、現在でも照合できる場合も多く、またその家が文書や系譜を伝えているものも二、三にとどまらない。特に宇都宮家累代の廟所のあった大羽村においては、黒子氏をはじめ多くの家臣団がそのまま土着農した形跡が著しい。」と改易後の宇都宮家臣団の転末について黒子氏を筆頭に挙げ説明している。（『宇都宮市史 第3巻（中世通史編）』宇都宮市史編さん委員会編、宇都宮市、1981年）
宇都宮氏歴代墓所を守る綱神社はその後将軍家より朱印状を賜った。明治36年（1903）に編纂された『下野神社沿革誌』には「神主は往古より黑子家なりしも近世故ありて木村氏奉仕せり社域一千七百九坪高燥の地にして古樹亭々と高く聳ひ幽邃にして山水に富むの境なり」とある。
他の黒子家は宇都宮氏の陪臣として常陸佐竹家（国綱の弟を頼って）や幕府などに仕官先を求めた。また、宇都宮氏傍流の壬生家に使えた家（義太夫家）は壬生家断絶後、庄屋役となり代々黒子若狭守を称する官途状を京都壬生官務家（地下家）を通じて朝廷より受けていた。（若狭守は平貞能の官位であり、通例平若狭守貞能と呼ばれていた。）寛政10年にも10代目になる黒子庄兵衛が受けた記録が残っている。（「寛政十年黒子彦作之官途状由来 」壬生町、壬生町史 資料編 原始古代・中世編1987.10）
佐竹家には浪人となった黒子家の分家筋（黒子民部家）が慶長９年（1604）仕官している。幕臣としては普請方に御家人として仕官した者が見られる。

## その他の読み方の黒子
- 黒子（くろす・こくし）下総に主にみられる田畑の畔の続いている場所や遠景がくろずんでみえる地域が語源。
- 黒子（くろご）これは、常陸国新治郡黒子村、現在の茨城県真壁郡に存在した村から（ただし、山田親業が落ち延びた常陸国笠間に近いことから（くろこ）読みの黒子との関連を否定できない）